# Karel Kovařovic

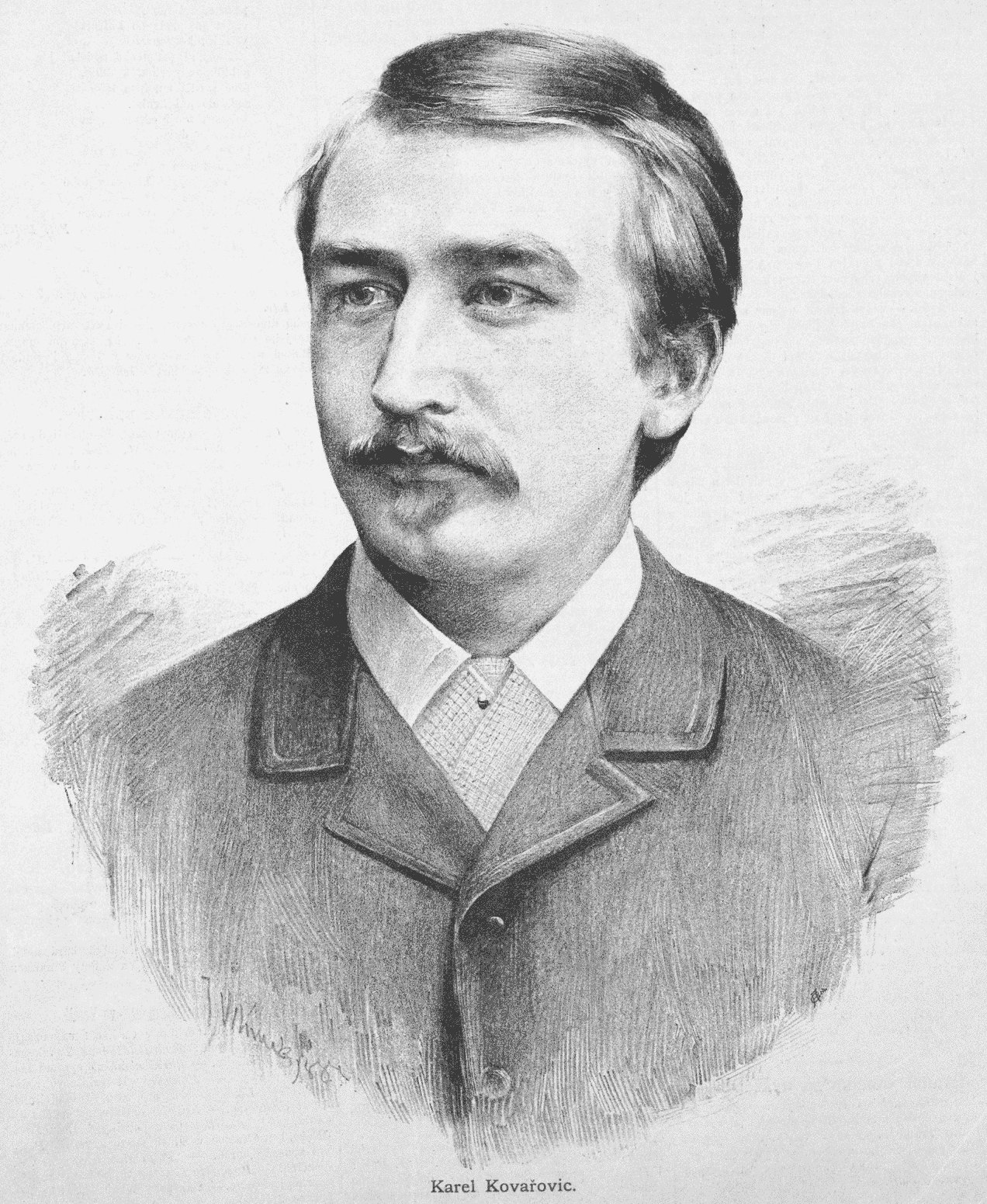
Jan Vilímek: Karel Kovařovic (1884)

Karel Kovařovic (geboren 9. Dezember 1862 in Prag; gestorben 6. Dezember 1920 ebenda) war ein tschechischer Komponist und Dirigent. 

## Leben
Karel Kovařovic studierte zunächst Klarinette, Harfe und Klavier am Prager Konservatorium, den Tonsatz studierte er bei Zdeněk Fibich. Er begann 1879 seine Karriere als Harfist beim Prager Nationaltheater. Den Geiger František Ondříček begleitete er auf einer Tournee in Polen. 1885 war er am tschechischen Theater Brünn tätig, ab 1886 am Stadttheater Pilsen. 1898 übernahm er die Leitung der von František Pivoda gegründeten Musikschule in Prag. 
Ab 1900 war er Opernchef am Prager Nationaltheater. 1916 richtete er dort Leoš Janáčeks Oper Jenůfa neu ein, diese Version verhalf dem Komponisten und der Oper endlich zum Durchbruch.   
Seine Oper Psohlavci mit einem Libretto von Jan Sladký nach Alois Jirásek hatte 1898 großen Erfolg, er komponierte insgesamt sieben Opern, die auch zur Aufführung kamen. Kovařovic ist für seine volkstümliche Salonmusik bekannt. 
Kovařovic wurde 1901 außerordentliches und 1906 ordentliches Mitglied der Tschechischen Akademie der Wissenschaften und Künste. 1910 wurde er zum Offizier der Académie française ernannt.

## Werke (Auswahl)
Opern
- Ženichové. (Die Bräutigame), Libretto Antonín Koukl nach Simeon Karel Macháček; 3 Akte (1882/83; Uraufführung 13. Mai 1884 Prager Nationaltheater
- Cesta oknem (Der Weg durchs Fenster, ursprünglich Frasquitta), Emanuel Züngl nach Eugène Scribe und Gustave Lemoine, Uraufführung 11. Febr. 1886 Prager Nationaltheater
- Noc Šimona a Judy (Die Nacht Simons und Judas), Libretto Karel Šípek nach Pedro Antonio de Alarcón; Uraufführung 5. Nov. 1892 Prager Nationaltheater
- Edip král (König Ödipus), Libretto August Vojtěch Nevšímal, Uraufführung 1894
- Psohlavci (Die Hundsköpfe), Libretto Karel Šípek nach Alois Jirásek) Uraufführung 24. April 1898 Prager Nationaltheater (deutsches Übersetzung: Bauernrecht von Richard Batka, 1900)
- Na Starém bělidle (Auf der alten Bleiche/Das alte Waschhaus), Libretto Karel Šípek nach Božena Němcová, Uraufführung 22. Nov. 1901 Prager Nationaltheater

weiteres
Ballettmusiken; Bühnenmusiken; Orchesterwerke; 3 Streichquartette; Lieder; Salonmusik